# Doris Weikow
Doris Weikow (* 1. Januar 1941 in Deutschland) ist eine deutsche Schauspielerin, Fernsehansagerin und Fernsehmoderatorin.

## Leben
Doris Weikow war 1957 Deutsche Jugendmeisterin der DDR im Turnen. Ihre Arbeit als Schauspielerin gab sie nach wenigen Jahren auf, um dann viele Jahre als Ansagerin und Moderatorin beim DDR-Fernsehen zu arbeiten. Hier war sie Stammmitglied des  Ansagekollektivs seit Mitte der 1960er Jahre und arbeitete als Moderatorin beim Deutschen Fernsehfunk (DFF) bis 1991.
Sie war die dritte Ehefrau von Erwin Geschonneck, mit dem sie Tochter Fina (* 1961) hat, und lebt seit der Wende zurückgezogen mit ihrem Gatten, Kameramann Peter Hellmich (1927–2020), am Rand von Berlin. Weitere biographische Informationen sind nicht bekannt.

## Filmografie
- 1961: Schneewittchen
- 1962: Altweibersommer
- 1963: Nebel
- 1964: Pension Boulanka